# Akimi Yoshida
Akimi Yoshida (jap. 吉田 秋生, Yoshida Akimi; * 12. August 1956 in der Präfektur Tokio, Japan) ist eine japanische Manga-Zeichnerin. Ihre Werke, die in Japan fast alle beim Shōgakukan-Verlag erscheinen, richten sich vorwiegend an ein weibliches Publikum.

## Leben
Während ihres Studiums an der Musashino-Kunst-Universität nahm sie an einem Wettbewerb des beim Shōgakukan-Verlag erschienenen Manga-Magazins Shōjo Comic teil und wurde für ihren kurzen Manga ausgezeichnet. Mit der Kurzgeschichte Chotto Fushigi na Geshukunin veröffentlichte sie im März 1977 im Bessatsu Shōjo Comic, einem Schwestermagazin des Shōjo Comic mit einer Auflage von ungefähr 800.000 zu dieser Zeit, ihr erstes Werk als professionelle Zeichnerin. Es folgten einige weitere kurze Comics für Bessatsu Shōjo Comic, bis sie im Februar 1978 ihren ersten längeren Manga begann. California Monogatari, so der Titel der in New York spielenden Manga-Serie, endete im Dezember 1981 nach über 1.300 Seiten.
Für zwei ihrer nach der Beendigung von California Monogatari entstandenen Werke, Kawa yori mo nagaku yuruyaka ni und Kisshō Tennyo, gewann Yoshida 1984 den 29. Shōgakukan-Manga-Preis in der Kategorie Shōjo. Zwischen Mai 1985 und Juli 1986 veröffentlichte die Zeichnerin Sakura no Sono im LaLa-Magazin. In dem Manga, der 1990 als Realfilm umgesetzt wurde, erzählt sie von einer Gruppe von Schülerinnen, die sich nichts aus Geschlechterrollen machen und zu Frauen heranwachsen.
Im Mai 1985 erschien das erste Kapitel von Banana Fish im Bessatsu Shōjo Comic, dem erfolgreichsten und mit einem Umfang von 3.400 Seiten in neunzehn Sammelbänden längsten Werk der Autorin. Der Manga sicherte sich schon kurz nach seinem Erscheinen eine große Fangemeinde. Banana Fish beginnt damit, dass ein junger US-Amerikaner in Vietnam wild um sich schießt und daraufhin „Banana Fish“ murmelt. Die eigentliche Geschichte dreht sich um Ash Lynx, einen jungen Mann in New York, Anführer einer Straßengang, der auf die Spuren der „Banana Fish“-Droge kommt und es unter anderem mit der Mafia aufnehmen muss. Der actionbetonte Mystery-Thriller wurde ins Koreanische, Chinesische, Englische, Italienische, Französische und teilweise auch ins Deutsche übersetzt. 2018 wurde das Werk als Anime-Serie adaptiert.
Nach der Beendigung Banana Fishs im September 1994, die sogar in großen Zeitungen erwähnt wurde, zeichnete Yoshida Lovers' Kiss und ab Juli 1996 Yasha. Letzterer Manga, den sie im August 2002 nach ungefähr 2.100 Seiten abschloss, handelt von geklonten Zwillingsbrüdern. Yasha brachte Yoshida 2003 eine Nominierung für den Seiun-Preis und 2002 einen zweiten Shōgakukan-Manga-Preis ein. Mit Eve no Nemuri fand der Manga von August 2003 bis 2005 im Flowers-Magazin, das sich an eine etwas ältere Zielgruppe als Bessatsu Shōjo Comic richtet, eine Art Fortsetzung, da der Protagonist darin der Sohn von einer der Hauptfiguren in Yasha ist. Eve no Nemuri war 2006 für den Osamu-Tezuka-Kulturpreis nominiert.
Von 2006 bis 2018 arbeitete Yoshida für Flowers an der Serie Umimachi Diary um drei Schwestern, die nach dem plötzlichen Tod ihres Vaters ihre Halbschwester kennenlernen. Für diese gewann sie auf dem Japan Media Arts Festival 2007 den Preis für Exzellenz und war 2008 und 2009 für den Osamu-Tezuka-Kulturpreis nominiert. Hirokazu Koreeda adaptierte diesen 2016 als Kinofilm (Unsere kleine Schwester).
Yoshida gestaltete das Character-Design des 1985 veröffentlichten, 44-minütigen Zeichentrickfilms Bobby ni Kubittake (ボビーに首ったけ), und publizierte mehrere Artbooks (beispielsweise California Tuning zu California Monogatari und Angel Eyes zu Banana Fish).

## Stil
Akimi Yoshida zeichnet Comics für Mädchen und junge Frauen (shōjo manga). Vor allem Banana Fish fand jedoch auch bei jungen Männern großen Anklang, was sich wohl auf ihren für eine Mädchenmanga-Zeichnerin untypischen, vor allem von Katsuhiro Otomo beeinflussten Zeichenstil zurückführen lässt. In Banana Fish verwendete Yoshida einen klareren Stil als bei beispielsweise Yasha, wo sie sich mit einer zarteren Linienführung dem vorherrschenden Stil der Mädchenmangas angepasst hat.
Zwar knüpfte Yoshida mit der Homosexualität des Protagonisten in Banana Fish an klassische, weibliche Zeichnerinnen wie Moto Hagio an, verzichtete allerdings auf große Augen und Blumen zur Zierde, wie es in Mädchenmanga üblich war, und konzentrierte sich stattdessen auf Actionszenen und speed lines, die hauptsächlich in Shōnen- und Seinen-Manga zur Verwendung kamen. Damit hatte sie durchaus Erfolg. Viele ihrer Werke wurden zu Bestsellern und wurden später neu aufgelegt.
Ihre Werke unterscheiden sich von der Handlung her teilweise stark voneinander. Während Banana Fish eine actionreiche Kriminalgeschichte ist, sind Yasha und Eve no Nemuri im Science-Fiction-Bereich anzusiedeln. Auf eine lyrische Art und Weise anders sind Werke wie Kisshō Tennyo und Sakura no Kono, die sich Themen wie dem Erwachsenwerden von Mädchen und der Objektifizierung der Frau widmen. „[...] wenn man nach einem verbindenden Thema [in Yoshidas Werken] sucht,“ so Masanao Amano in Manga Design, „liegt es wohl in Menschen, die, unterdrückt von physischen oder politischen Mächten beziehungsweise gefangen in ihrem sozialen Umfeld, auf der Suche nach Freiheit sind.“
Beeinflusst haben sie neben Otomo auch die Manga-Zeichner Seiichi Hayashi, der vor allem durch seine Arbeiten für das Avantgarde-Magazin Garo bekannt geworden ist, und Ryōko Yamagishi sowie US-amerikanische Filme wie Easy Rider und Asphalt-Cowboy.

## Werke (Auswahl)
- Chotto Fushigi na Geshukunin (ちょっと不思議な下宿人), 1977
- California Monogatari (カリフォルニア物語), 1978–1981
- Kawa yori mo nagaku yuruyaka ni (河よりも長くゆるやかに), 1983
- Kisshō Tennyo (吉祥天女), 1983–1984
- Sakura no Sono (櫻の園), 1985–1986
- Banana Fish, 1985–1994
- Lovers' Kiss (ラヴァーズ・キス, ravāzu kisu), 1995–1996
- Yasha (YASHA-夜叉-), 1996–2002
- Eve no Nemuri (イヴの眠り, ivu no nemuri), 2003–2005
- Umimachi Diary (海街diary), 2006–2018